# Люкшино
Люкшино (бел. Люкшына) — озеро в Лепельском районе Витебской области в бассейне реки Улла (приток Западной Двины).
Площадь поверхности озера 0,66 км², длина 1,56 км, наибольшая ширина 0,75 км. Наибольшая глубина Люкшино достигает 10,7 м. Длина береговой линии 4,87 км, площадь водосбора — 27,2 км², объём воды 2,58 млн м³.
Озеро расположено в 8 км к северо-востоку от города Лепель. Южнее озера находятся деревни Большое Жежлино, Расцвет и Зарыбино. Севернее озера расположен лесной массив, тянущийся до озера Бобрица. В Люкшино впадает ручей из озера Бобрица, вытекает короткая протока длиной меньше километра в реку Берёзовка, приток Уллы.
Склоны котловины высотой 10-13 м (на юго-западе — 5 м), под кустарником. Берега низкие, поросли водно-болотной растительностью и кустарником. На западе пойма шириной 150—200 м. До глубины 2 м ложе выстлано песком, ниже — илом и сапропелем. Ширина полосы прибрежной растительности 30-80 м до глубины 5 м.